# Weblio
weblio（ウェブリオ）は、東京都に本社を置くGRASグループ株式会社（旧社名はウェブリオ株式会社）が運営する、日本語圏向けの統合型オンライン百科事典サイト。550以上の様々な辞書・事典・用語集などを対象に一括検索を実行し、結果を返すサービスを展開している。

## 沿革
2005年12月12日にベータ版を公開、翌年1月25日に11種類の辞書・百科事典を検索できる状態で正式にサービスを提供開始。
2019年9月4日現在、全部で563種類の辞書・事典・用語集サイトの一括検索が可能となる。2018年11月時点の収録語数は約1千万語で、月間ページビューは約3億回に上る。

## 登録辞書の種類
『大辞林』『デジタル大辞泉』など元々出版社の書籍であった辞書の他、『実用日本語表現辞典』など書籍版の存在しないものも掲載している。
weblioで検索可能な辞書・用語集には、以下のようなものがある。
- 既存の辞書（大辞林、新英和中辞典など）
- 企業や官公庁のサイトにある、用語集のページ
- ウィキペディア日本語版
  - ウィキペディア小見出し辞書[6] - ウィキペディアの記事内のトピックを検索する。
- よくまとまった個人サイト

## GRASグループ株式会社

### 沿革
辻村直也が中心となり、2005年8月12日に株式会社デルフォイの名称で設立された。創業資金の投資者に紀信邦がいる。
設立時はネット関連のサービスをすること以外、具体的な事業内容は何も決まっていなかった。設立から2週間後の2005年9月、英語圏で広がり始めていたAnswers.comのサービスを参考に、統合型の辞書・百科事典サイトサービスを提供することを決定した。3ヵ月後の2005年12月にベータテストを開始、翌月2006年1月にサービスを正式スタートさせた。
2006年4月18日に社名をウェブリオ株式会社に改名。
2007年8月に第三者割当増資を実施。エヌ・アイ・エフSMBCベンチャーズ株式会社、GMO VenturePartners、株式会社株式会社リクルートインキュベーションパートナーズの3社から、計8100万円の資金を得る。
2006年に辞書数11の状態でスタートしたweblioは、少しずつ検索対象辞書を増やし、2008年12月にその数は500に達し、2012年の時点では約650種類の辞書サイトが検索可能となった。
2021年3月1日に社名をウェブリオ株式会社からGRASグループ株式会社に改名。